# Arroyo Casupá
El arroyo Casupá, también llamado arroyo Sauce de Casupá, es un curso de agua uruguayo perteneciente a la cuenca del Plata. Atraviesa los departamentos de Florida y Lavalleja.
Nace en la Cuchilla Grande y desemboca en el río Santa Lucía, tras recorrer alrededor de 41 km.